# Джек (нефтяное месторождение)
Джек (англ. Jack) — нефтяное месторождение в США. Расположено в акватории Мексиканского залива. Открыто в сентябре 2004 года. Глубина моря в районе 1,9-2,2 км.
Нефтеносность связана с отложениями миоценового возраста. Извлекаемые запасы нефти оценивается 15 млрд барр. или 2,4 млрд. тонн.
Оператором месторождение является нефтяная компания BP (50%). Другие партнеры - Devon Energy (25%) и Statoil (25%).